# Herb gminy Słubice (województwo mazowieckie)
Herb gminy Słubice – jeden z symboli gminy Słubice, ustanowiony 29 kwietnia 2004.

## Wygląd i symbolika
Herb przedstawia na tarczy podzielonej z lewa w skos srebrną linią falistą w polu górnym na czerwonym tle srebrno-złoty miecz między dwoma półksiężycami (herb Ostoja), natomiast w błękitnym polu dolnym trzy złote kłosy zboża, symbolizujące rolnictwo gminy. 